# Crawcrook
Crawcrook är en by i distriktet Gateshead, i grevskapet Tyne and Wear, i England. Byn är belägen 12 km från Newcastle upon Tyne. Crawbrook var en civil parish från 1866 till 1914 då den blev en del av Ryton. Denna civil parish hade 3 523 invånare år 1911.